# 曾根站 (兵庫縣)
曾根站（日语：／ Sone eki */?）是位於兵庫縣高砂市阿彌陀一丁目，西日本旅客鐵道（JR西日本）山陽本線（JR神戶線）的車站。車站編號為JR-A81。

## 歷史
在車站啟用當初，此站是位於印南郡阿彌陀村，因此當時車站名為阿彌陀駅。在鐵道唱歌第2集山陽、九州編中歌詞「[阿弥陀は寺の音に聞き…] 错误：{{Lang}}：文本有斜体标记（帮助）」中提及了此站。
但是隨後1900年，於東邊的印南郡米田村開設新站之際，該車站名稱取自在西南方約1.5公里生石神社的「石之寶殿」因而名為寶殿站。當時在印南郡曾根村也有「石之寶殿」觀光點，在阿彌陀站以南約1.5公里設有曾根天滿宮之靈松，因此阿彌陀站希望改名為「曾根之松站」。在鄰近町村讚同與向山陽鐵道請求後，改名為曾根站。
而本來山陽鐵道線曾經計劃途經印南郡曾根村，並於村內建設車站，但由於火車的「陸蒸氣」使當地村民造成不安而反對，因此現時的走線沒有經過當時的曾根村位置。
在高砂市議會中，曾討論把此站或寶殿站改名為市名「高砂」。對於車站改名一事「繼續持有意欲」，在2014年當時市長對於車站名稱改變作出質疑：「例如改名為高砂站，還是高砂曾根站也不是太好」。

### 年表

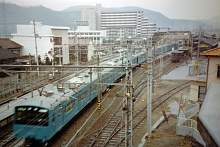
國鐵曾根站（1984年）

- 1888年（明治21年）12月23日 - 山陽鐵道明石站至姬路站之間開通，此站啟用，當時名為阿彌陀站。車站建設於神戶站起46.6公里位置[4]。為旅客、貨運車站。
- 1893年（明治26年）4月21日 - 車站遷移至神戶站起45.8公里（往東移動0.8公里）位置[4]。
- 1902年（明治35年）3月1日 - 改名為曾根站[5]。
- 1906年（明治39年）12月1日 - 山陽鐵道國有化（日语：鉄道国有法），成為官設鐵道車站。
- 1907年（明治40年）11月1日 - 車站遷移至現時位置（神戶站起46.4公里位置）[4]。
- 1909年（明治42年）10月12日 - 制定路線名稱。成為山陽本線車站。
- 1982年（昭和57年）11月15日 - 結束貨物起卸服務。車站曲北邊設有棚車用的貨物月台。
- 1987年（昭和62年）4月1日 - 伴隨國鐵分割民營化，車站由西日本旅客鐵道（JR西日本）營運。
- 1988年（昭和63年）3月13日 - 制定路線別名「JR神戶線」。
- 1995年（平成7年）
  - 1月17日 - 發生阪神大地震，此站暫停營業。
  - 1月18日 - 西明石站至姬路站之間重開，此站重新營業。
- 1997年（平成9年）2月16日 - 引入JR神戶線標準進站音樂「細波」。
- 2003年（平成15年）11月1日 - 此站可以使用IC卡ICOCA[6]。
- 2006年（平成18年）10月1日 - 引入JR京都・神戶線運行管理系統（日语：アーバンネットワーク運行管理システム#JR京都・神戸線システム）。
- 2007年（平成19年）3月18日 - 更新車站自動廣播（日语：駅自動放送）。
- 2011年（平成23年）3月17日 - 高砂市的無障礙化工程完成[7]。在車站入口設有斜道與升降機，另外多功能廁所也開始使用。
- 2014年（平成26年）
  - 1月31日 - 當日起綠色窗口結束營運。
  - 2月1日 - 當日起開設綠色售票機（日语：みどりの券売機）。
- 2015年（平成27年）3月12日 - 進站警告聲停止使用，進站音樂改為JR神戶線標準「細波」音質變更版[8]。
- 2018年（平成30年）3月17日 - 引入車站編號並開始使用[9]。

## 車站構造
車站是一座地面車站，設有2面2線的單式月台，月台可容納12卡車廂。此站曾經為2面3線的混合式月台（單式與島式月台），現時中間（2號月台）被徹走，在月台遺址設置了柵欄。並沒有2號月台的指示牌。
此站位於都市網絡範圍內。此站可使用ICOCA與互相使用的IC卡。此站為直營車站，由加古川站管理，此站設有綠色窗口。
停站列車主要使用1號（下行本線）和3號（上行本線）月台。2號月台是上下行線共用的待避線（中線）。
月台是建設在半俓為500米的彎位上，在停站時列車會因為路軌超高使列車傾斜，在車門與月台之間也會有較大空隙。在新快速通過列車中，限制為100km/h。

### 月台
| 月台 | 路線     | 方向 | 目的地           |
| ---- | -------- | ---- | ---------------- |
| 1    | JR神戶線 | 上行 | 三之宮、大阪方向 |
| 3    | JR神戶線 | 下行 | 姬路、相生方向   |

- 以上的路線名是使用旅客資訊上的名稱（別名、愛稱）。

此站位於都市網絡範圍內。此站可使用ICOCA與互相使用的IC卡。車站業務由JR西日本交通服務負責，由加古川站管理。
此站曾經設有綠色窗口，但是在2014年1月31日結業，並在2月1日改為綠色售票機。在市面上的「JR時間表」中，會以「綠色售票機設置車站」表示。
閘口與1號月台或3號月台之間設有樓梯與升降機連接。在1號月台上設有多功能廁所。
車站東邊曾經設有有人平交道，在1970年代廢止。

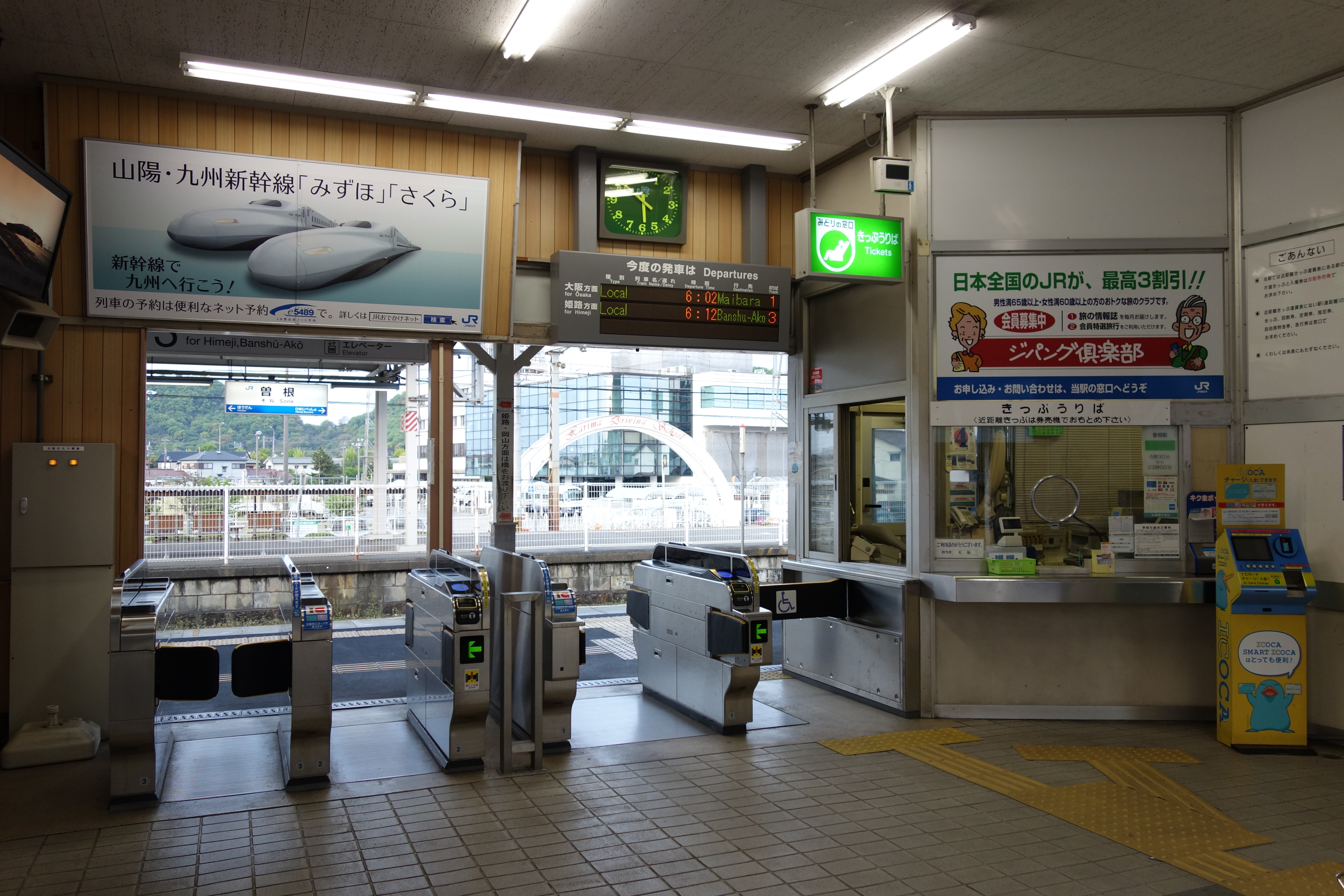
車站大樓站內 （未設有綠色售票機前）
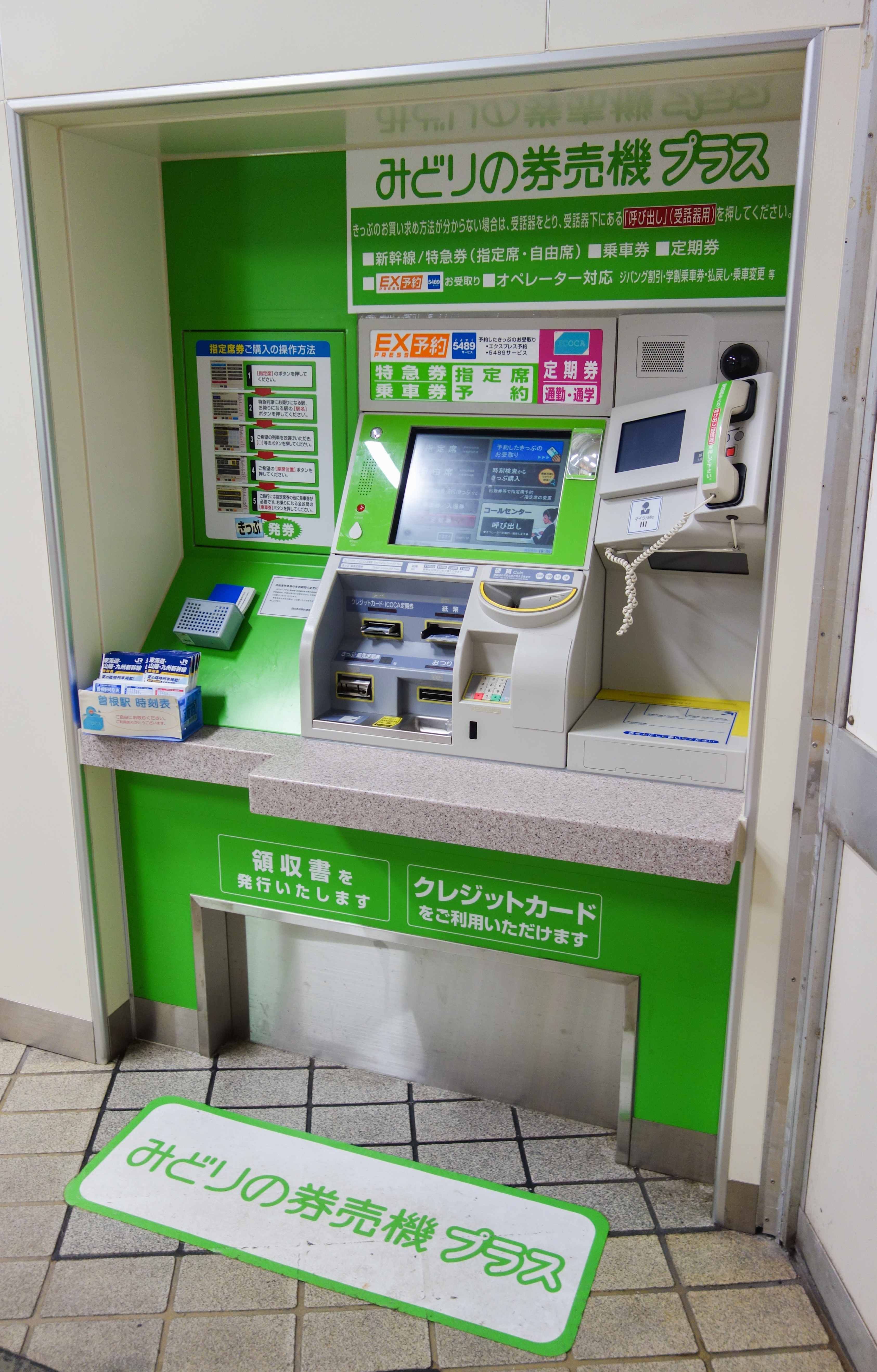
綠色售票機
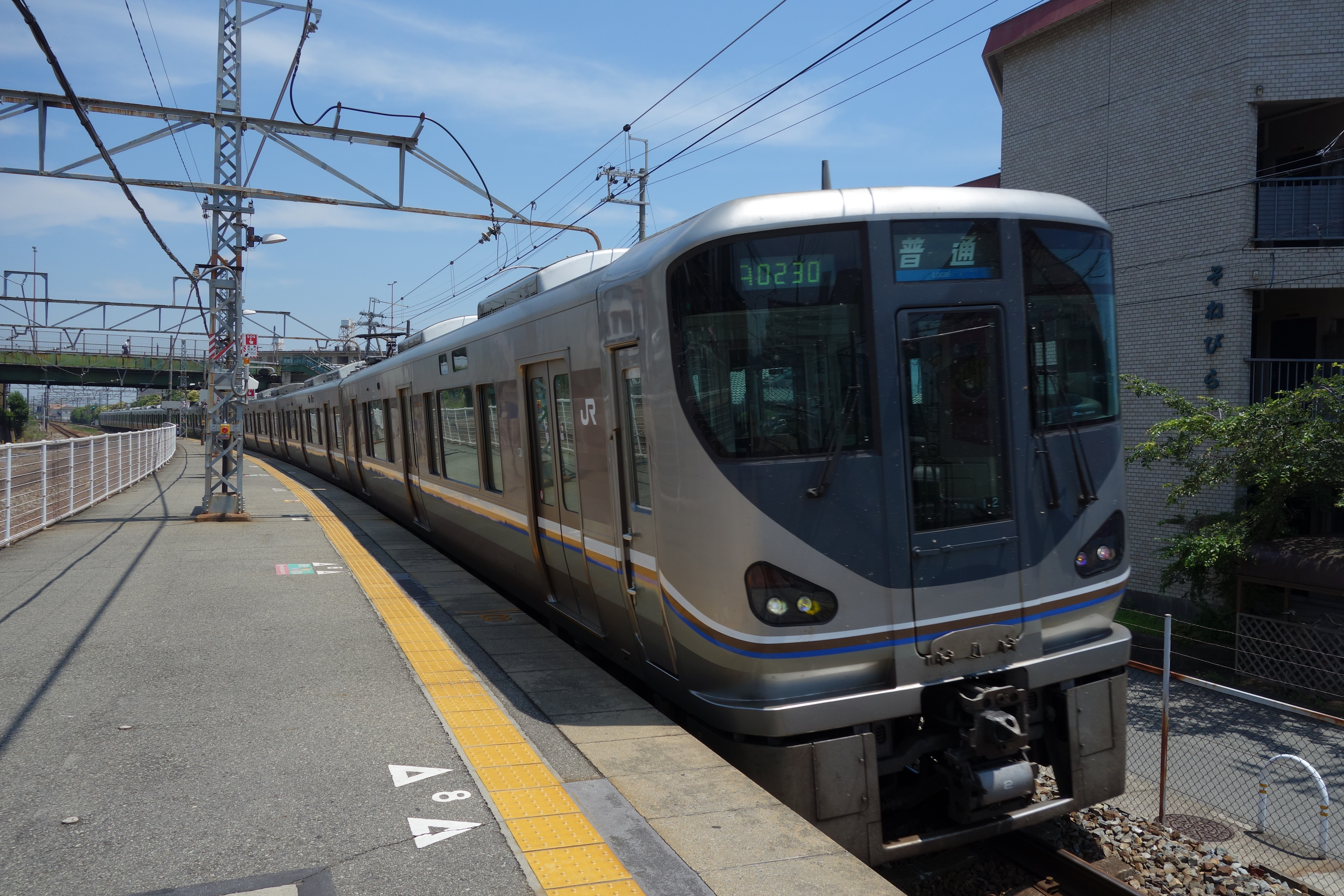
3號月台的225系
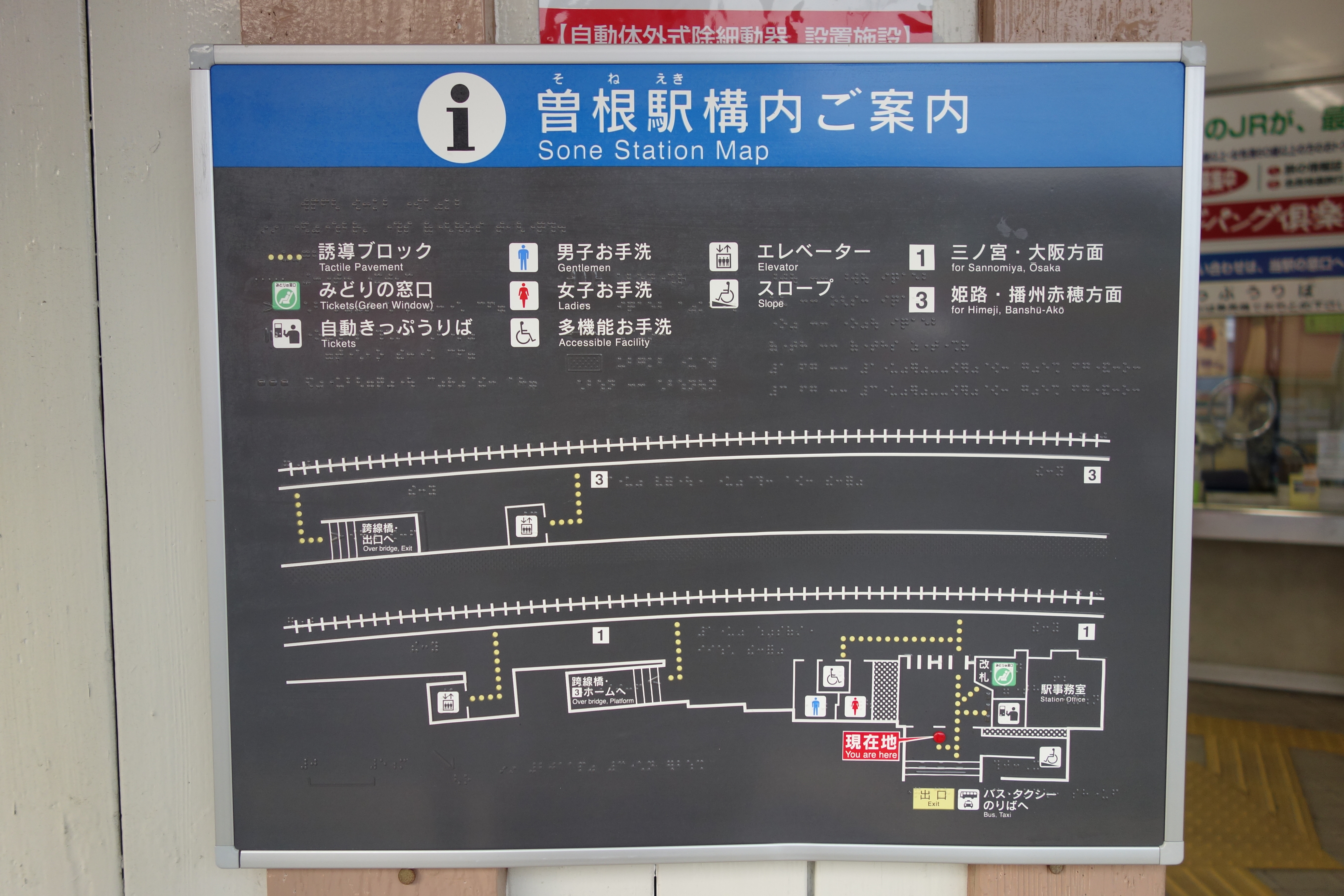
站內地圖 （未設有綠色售票機前）

### 時間表
在日間時段（早上11至下午3時時段）中，每小時會有2班（約30分一班）列車。在早晚時段會設有每小時4班（每15分一班）。
在三之宮、大阪方向的上行班次中，除了部分班次外，均可於加古川站轉乘新快速。而這些班次會在西明石站轉變列車類別為快速。在晚上10至11時段只有前往西明石的普通列車。在姬路方向的下行班次中，大部分前往姬路或網干，在早上和晚上有少許班次前往上郡或直通至赤穗線的播州赤穗。

### 建設南出口請願
在車站啟用時一直只有北邊出入口（於上行線旁），若需前往車站南邊，而離開車站後向東行走180米，隨後使用行人天橋跨越路軌。或向西行走370米到達行人專用平交道。因此，車站南邊居民於1989年成立「JR曾根站周邊發展推進委員會」，向高砂市請願興建南出口。
高砂市於2012年與居民側進行會議，提出了三個方案：(1)建設行人隧道，(2)建設跨站式站房，(3)在上述的行人天橋加設升降機。並與JR商討有關方案。在2015年，在市議會的同年度預算案提出預留費用作曾根站周邊發展事業，在同年12月，關於跨站式站房方案「由於車站需要維持無障礙化，而車站南邊的空間比較狹窄使很難配合廣場與道路的建設」得出了這個實行時會有所困難的結論。在2017年，高砂市與居民的會議中，高砂市表示採用增設升降機的方案。當中，會設計一條與汽車分隔的天橋。但是對於跨站式站房方案，除了需要興建跨站式站房外，南邊的道路也要配合發展，因此表面該方案不會實行。

## 使用狀況
根據《兵庫縣統計書》，在2018年（平成30年）度1日平均乘車人次為4,111人。
以下為車站近年上車人次與1日平均上車人次：
| 年度   | 1年 上車人次 | 1日平均 上車人次 |
| ------ | ------------ | ---------------- |
| 1998年 | 196.7萬      | 5,388            |
| 1999年 | 186.9萬      | 5,106            |
| 2000年 | 181.3萬      | 4,968            |
| 2001年 | 178.2萬      | 4,881            |
| 2002年 | 174.6萬      | 4,785            |
| 2003年 | 175.6萬      | 4,797            |
| 2004年 | 172.9萬      | 4,738            |
| 2005年 | 162.0萬      | 4,437            |
| 2006年 | 159.7萬      | 4,374            |
| 2007年 | 159.9萬      | 4.368            |
| 2008年 | 156.9萬      | 4,299            |
| 2009年 | 151.7萬      | 4,155            |
| 2010年 | 148.8萬      | 4,077            |
| 2011年 | 149.8萬      | 4,093            |
| 2012年 | 150.5萬      | 4,123            |
| 2013年 |              | 4,299            |
| 2014年 |              | 4,092            |
| 2015年 |              | 4,230            |
| 2016年 |              | 4,204            |
| 2017年 |              | 4,183            |
| 2018年 |              | 4,111            |

## 車站周邊
- 鹿嶋神社（日语：鹿嶋神社_(高砂市)） - 以北約3公里。

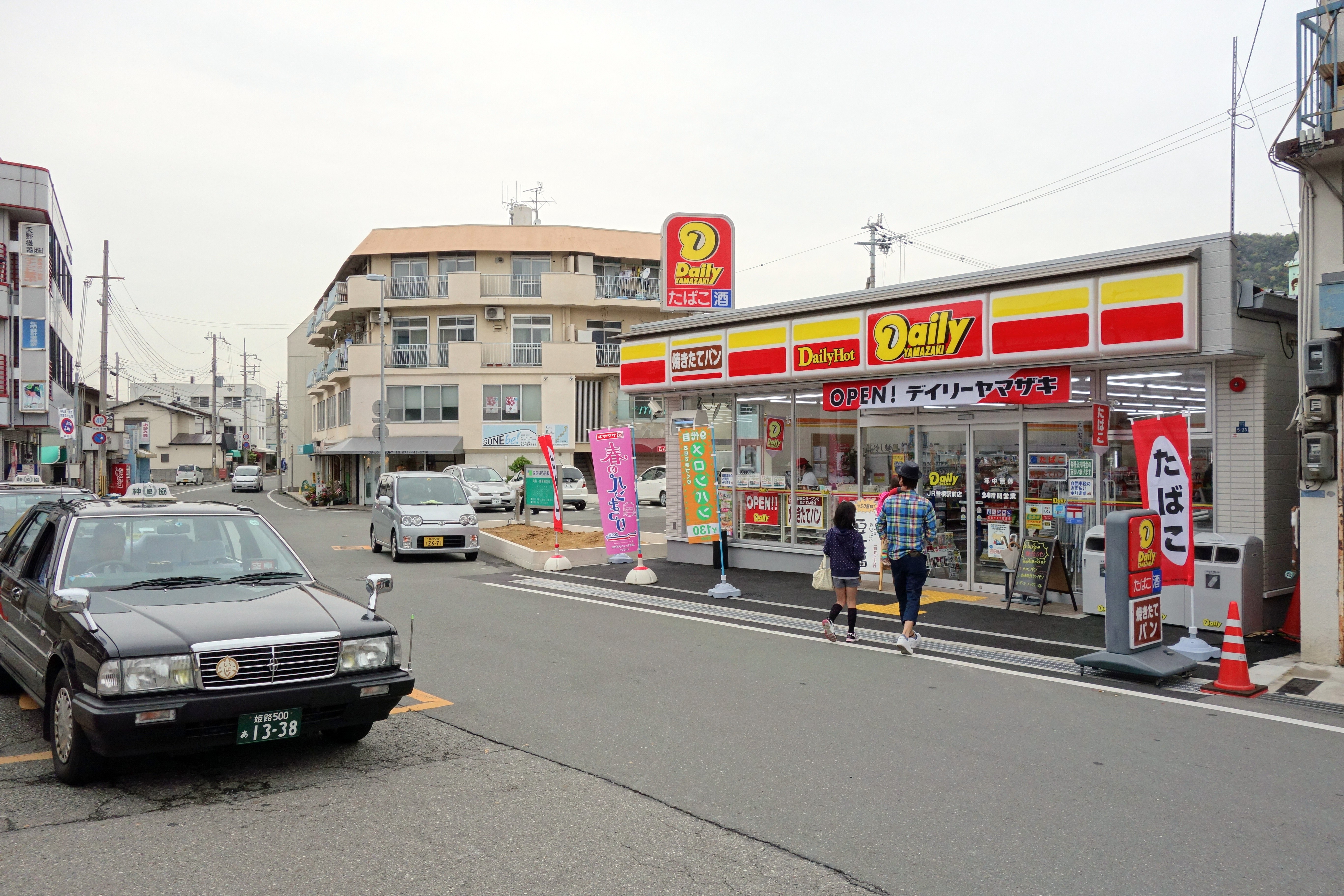
站前

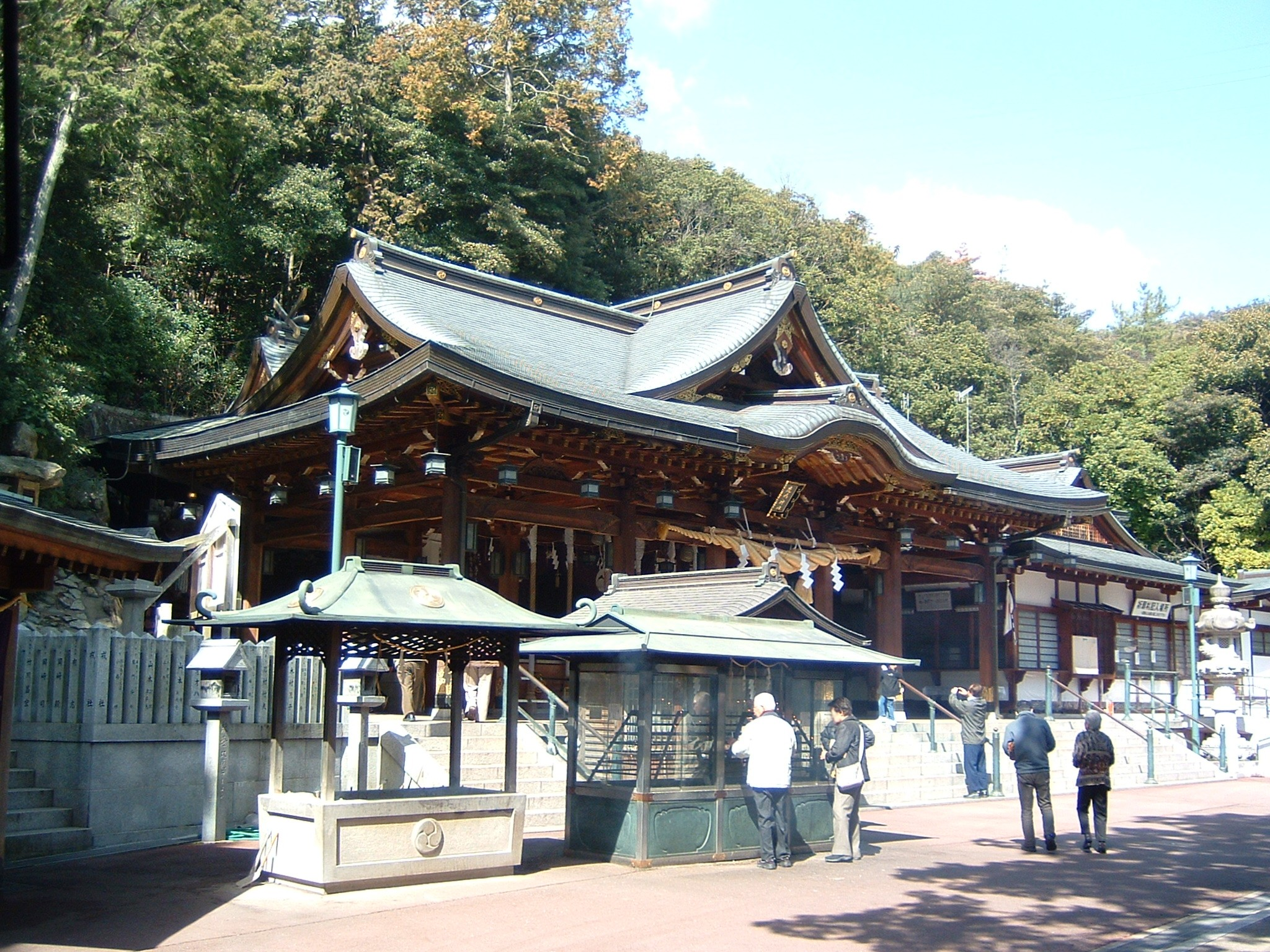
鹿嶋神社

- 山陽曾根站（山陽電氣鐵道本線） - 以南約1.5公里。
- 高砂西部醫院
- 兵庫縣立姬路別所高等學校（日语：兵庫県立姫路別所高等学校）
- 白陵中學·高等學校（日语：白陵中学校・高等学校）
- 高砂市立鹿島中學
- 高砂市立阿彌陀小學
- 高砂市立中筋小學（日语：高砂市立中筋小学校）
- 播磨駕駛學校
- 國道2號
- 國道250號

## 巴士路線
- 神姬バス（日语：神姫バス）

21系統 : 姬路站～鹿島神社

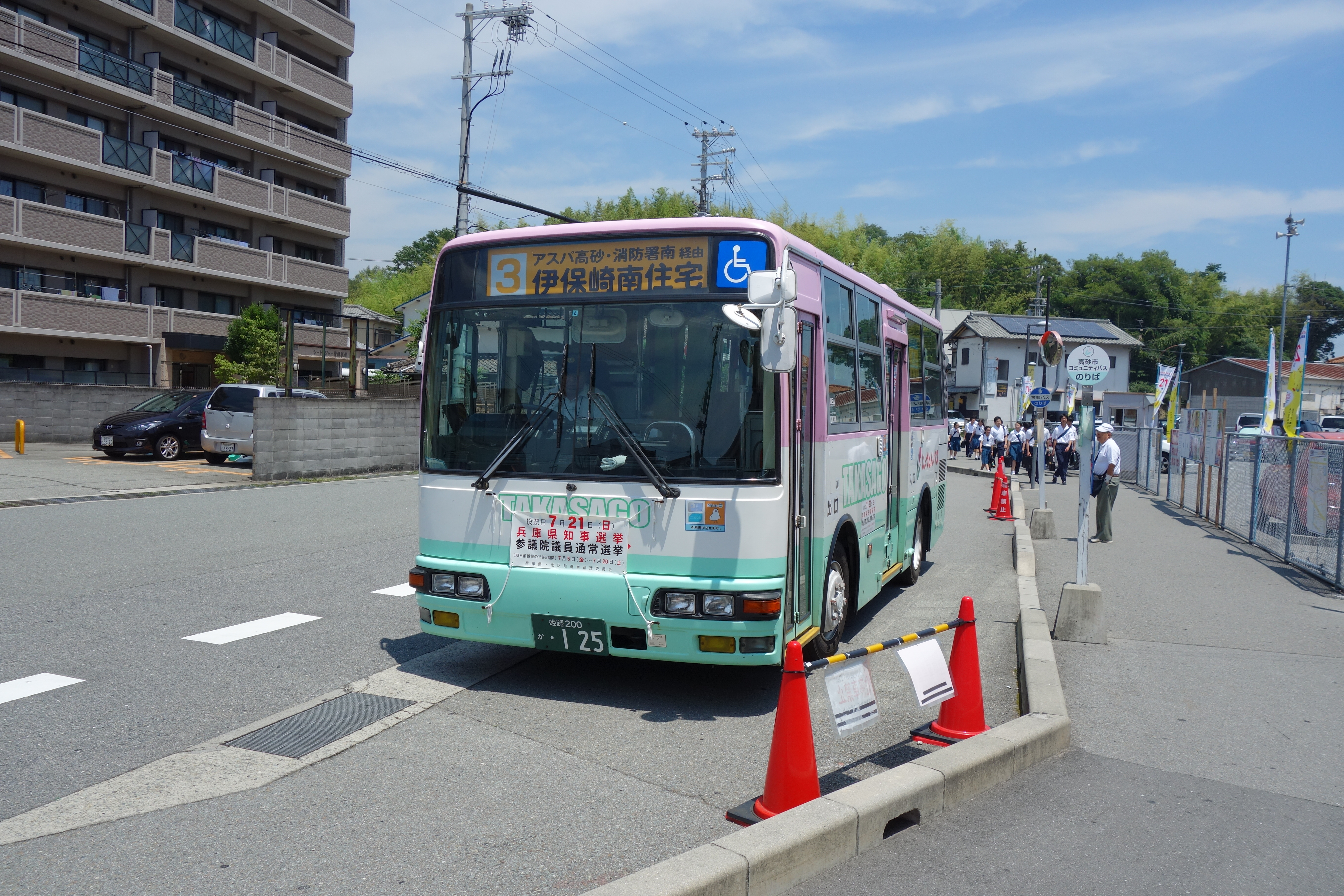
巴士站與尉與姥巴士

- 尉與姥巴士（日语：じょうとんバス）（高砂市社區巴士，於2013年4月改變路線）

2系統：市內循環線
3系統：JR曾根站〜大鹽站北
在指定時間從尉與姥巴士與神姫巴士於JR曾根站轉乘時，尉與姥巴士可享免費乘坐。

## 相鄰車站
西日本旅客鐵道
 JR神戶線（山陽本線）
■新快速
通過
■普通（西明石站以東為快速列車班次）
寶殿（JR-A80）－曾根（JR-A81）－姬路別所（JR-A82）（姬路貨運站）

## 注腳

## 外部連結
- 曾根｜車站資訊：JR出門網 - 西日本旅客鐵道